# Дискографија Џеј-Зија
Шон Кори Картер (енгл. Shawn Corey Carter; Бруклин, 4. децембар 1969), познатији под уметничким именом Џеј-Зи (енгл. Jay-Z), амерички је хип хоп извођач и бизнисмен. Један је од финансијски најуспешнијих хип хоп уметника и интерпретатора у САД, чије се богатство процењује на више од 500 милиона долара. Као соло извођач, продао је преко 30 милиона примерака албума у САД-у, освајајући притом неколико награда Греми за свој рад у музици.

### Албуми
Џеј-Зи објавио је тринаест студијских албума, четири колаборациона албума, један албум уживо, пет компилационих албума, један саундтрек албума, два ЕПа, сто петнаест синглова, девет промотивних синглова и осамдесет и два музичка спота. До децембра 2014. године, продато је 55 милиона студијских албума широм света.
Џеј-Зи је започео музичку каријеру осамдесетих година, када је постао познат у Бруклину. Основао је издавачку кућу Roc-A-Fella Records и објавио свој први студијски албум Reasonable Doubt, 25. јуна 1996. године. Албум се нашао на 23. месту америчке листе Билборд 200. Синглови на албуму Dead Presidents, Ain't No Nigga и Can't Knock the Hustle нашли су се међу првих десет песама на листи Billboard Hot Rap. Наредни албум In My Lifetime, Vol. 1, објављен је 4. новембра 1997. године, на којем је Џеј-Зи сарађивао са продуцентима као што су Паф Деди и Тед Рили. Трећи студијски албум под називом Vol. 2... Hard Knock Life објављен је 29. септембра 1998. године и он је био први албум репера који се нашао на 1. месту листе у Сједињеним Државама. На албуму су се нашли хитови попут Can I Get A... и Hard Knock Life (Ghetto Anthem), кој су доспели до двадесет најбољих песама листе Билборд хот 100. 'Vol. 2... Hard Knock Life награђен је петоструким платинумским сертификатом и освојио је Греми награду за најбољи реп албум 1999. године.
Уследили су албуми Vol. 3... Life and Times of S. Carter објављен 28. децембра 1999. године и The Dynasty: Roc La Familia који је објављен 31. октобра 2000. године. На овим албумима нашли су се хит синглови попут Big Pimpin' и I Just Wanna Love U (Give It 2 Me), а на њима је гостовало и неколико музичара који су имали уговоре за његову издавачку кућу Roc-A-Fella Records.
Шести студијски албум под називом The Blueprint објављен је 11. септембра 2001. године, а критичари су га сматрали контроверзним јер се у песмама на албуму нападају и омаловажавају други репери из Њујорка. Без обзира на то, албум се нашао на врху листе Билборд 200, а албумски сингл Izzo (H.O.V.A.) нашао се на првом месту листе Билборд хот 100
 Године 2002. Џеј-Зи издао је албум The Best of Both Worlds, који је награђен платинумским сертификатом од стране Америчког удружења дискографских кућа. Албум је снимљен у сарадњи са Р. Келијем.
Седми студијски соло албум под називом The Blueprint 2: The Gift & The Curse објављен је 12. новембра 2002. године. Албум је био на првој позиције листе Билборд хот 100, а са њега су се истакли синглови 03 Bonnie & Clyde и Excuse Me Miss. Осми студијски албум под називом The Black Album, објављен је 14. новембра 2003. године. Албум је доживео комерцијални успех и додељен му је троструки платинумски сертификат од стране Америчког удружења дискографских кућа.
Након годину дана паузе, Џеј-Зи је постао председник Dej Jam records издавачке куће у децембру 2004. године, а две године касније наставио је каријеру објављивање албума Kingdom Come, који је изашао 21. новембра 2006. године.Kingdom Come нашао се на првом месту листе Билборд 200 и додељен му је двоструки платинумски сертификат од стране Америчког удружења дискографских кућа. Концепти, десети студијски албум под називом American Gangster, објављен је 6. новембра 2007. године и био је први на листи у Сједињеним Државама. Након издања једанаестог студијског албума The Blueprint 3 2009. године, Џеј-Зи је премашио Елвиса Прислија и постао музичар са највише албума који су се нашли на првом месту америчке листе Билборд 200. На албуму The Blueprint 3 нашли су се хитови Run This Town, Empire State of Mind и Young Forever. Након тога објављен је албум Watch the Throne, који је Џеј-Зи снимио у сарадњи са репером Канје Вестом. Watch the Throne нашао се на првом месту листе у Сједињених Државама.
У јулу 2013. године, Џеј-Зи је објавио свој тринаести соло албум под називом Magna Carta Holy Grail. Албум је доживео велики комерцијални успех и имао другу највећу недељну продају у 2013. години.

### Синглови
Џеј-Зи је током своје каријере објавио 115 синглова и 9 промотивних синглова. Први успеха са сингловима ван Сједињених Државама доживео је 1997. године, када се његова песма Sunshine нашла ме на 25. месту листе у Великој Британији, 18. у Немачкој и 22. месту на Новом Зеланду. Наредни сингл Wishing on a Star досегао је 13. позицију на листи Уједињеног Краљевства, док на другим листама није забележио добре позиције. Сингл The City Is Mine, уједно и најуспешнији са албума My Lifetime, Vol. 1, пласирао се на листе широм света и забележио је велики комерцијални успех. Године 1998. Џеј-Зи је објавио синглове Can I Get A... и Hard Knock Life (Ghetto Anthem), који су били на 19. и 15. месту листе Билборд хот 100, а имали су велики успех и на листама широм света. Can I Get A... и Hard Knock Life (Ghetto Anthem) нашли су се на албуму Vol. 2... Hard Knock Life и помогли му да дебитује на првом месту листе Билборд 200. Са албума Vol. 3... Life and Times of S. Carter истакли су се синглови Life and Times of S. Carter и Jigga My Nigga, који се нашао на првом месту листе Сад реп и на 28. позицији листе Билборд хот 100.
Године 1999. синглови Џеј-Зија Girl's Best Friend и Big Pimpin нашли су се на америчкој листи Билборд хот 100 и одликовани су платинумским сертификатом од стране Америчког удружења дискографских кућа. Након тога уследио је сингл I Just Wanna Love U (Give It 2 Me), који је био на првој позицији листе R&B/Hip-Hop. Године 2001. The Blueprint нашао се сингл Izzo (H.O.V.A.), који је доживео велики комерцијални успех, а продуцирао га је Канје Вест. Наредни синглови 03 Bonnie & Clyde" и Excuse Me Miss нашли су се међу првих десет на листи Билборд хот 100. Сингл 99 Problems добио је Греми награду и нашао се на великом броју листа широм света.
Са албума Kingdom Come истакао се сингл Show Me What You Got, који се нашао међу десет најбољих синглова у Сједињеним Државама. Други синглови са албума Kingdom Come нису били успешни, а неки чак нису доспели ни до Билботф хот 100 листе. Године 2008. у сарадњи са T.I., Канје Вестом и Лил Вејном објављен је сингл Swagga Like Us, који је доспео на велики број листа, добио Греми награду за најбољу реп песму и Греми награду за најбољу реп песму у дуету или групи.
Са албума The Throne истакао се сингл H•A•M, који је добио златни сертификат од стране Америчког удружења дискографских кућа. Након тога уследили су синглови Otis, Niggas in Paris и Gotta Have It, а све песме нашле су се на листи Билборд хот 100 и продате у 5 милиона примерака укупно.
До 2016. године Џеј-Зи је имао 19 синглова на листи Топ 10 у Сједињеним Државама (два соло и седамнаест сарадњи), а његових 15. песама нашло се на листи Топ 10 Уједињеног Краљевства (једна соло и четрнаест сарадњи).

## Албуми

### Студијски албуми
| Назив                                 | Детаљи | Позиције | Позиције | Позиције | Позиције | Позиције | Позиције | Позиције | Позиције | Позиције | Позиције | Број проданих примерака | Сертификати                                                 |
| Назив                                 | Детаљи | САД      | САД R&B  | ХОЛ      | НОР      | ШВЕ      | ШВА      | УК       |          |          |          | Број проданих примерака | Сертификати                                                 |
| ------------------------------------- | --- | -------- | -------- | -------- | -------- | -------- | -------- | -------- | -------- | -------- | -------- | ----------------------- | ----------------------------------------------------------- |
| Reasonable Doubt                      | - Датум објављивања: 25. јун 1996. - Издавачка кућа: Roc-A-Fella Records - Формат: ЦД, винил, касета                                     | 23       | 3        | —        | —        | —        | —        | —        | —        | —        | 140      | - САД: 1,514,000        | - RIAA: Платина - BPI: Сребрно                              |
| In My Lifetime, Vol. 1                | - Датум објављивања: 4. новембар 1997. - Издавачка кућа: Roc-A-Fella, Def Jam Recordings - Формат: ЦД, винил, касета                     | 3        | 2        | 36       | —        | —        | —        | —        | —        | —        | 78       | - САД: 1,412,000        | - RIAA: Платина                                             |
| Vol. 2... Hard Knock Life             | - Датум објављивања: 29. септембра 1998. - Издавачка кућа: Roc-A-Fella, Def Jam - Формат: ЦД, винил, касета                              | 1        | 1        | 13       | —        | 76       | —        | —        | 34       | 49       | 109      | - САД: 5,400,000        | - RIAA: 5× Платина - BPI: Сребрно - MC: Платина             |
| Vol. 3... Life and Times of S. Carter | - Датум објављивања: 28. децембар 1999. - Издавачка кућа: Roc-A-Fella, Def Jam, Island Def Jam Music Group - Формат: ЦД, винил, касета   | 1        | 1        | 8        | —        | —        | —        | —        | —        | 75       | 155      | - САД: 3,093,000        | - RIAA: 3× Платина - BPI: Сребрно - MC: Златно              |
| The Dynasty: Roc La Familia           | - Датум објављивања: 31. октобар 2000. - Издавачка кућа: Roc-A-Fella, Def Jam, IDJMG - Формат: ЦД, винил, касета, дигитално преузимање   | 1        | 1        | 5        | —        | 98       | —        | —        | —        | 89       | 86       | - САД: 2,521,000        | - RIAA: 2× Платина - BPI: Сребрно                           |
| The Blueprint                         | - Датум објављивања: 11. септембар 2001. - Издавачка кућа: Roc-A-Fella, Def Jam, IDJMG - Формат: ЦД, винил, касета, дигитално преузимање | 1        | 1        | 3        | 73       | 55       | 51       | 36       | 30       | 59       | 30       | - САД: 2,711,000        | - RIAA: 2× Платина - BPI: Златно - MC: Платина              |
| The Blueprint 2: The Gift & The Curse | - Датум објављивања: 12. новембар 2002. - Издавачка кућа: Roc-A-Fella, Def Jam, IDJMG - Формат: ЦД, винил, касета, дигитално преузимање  | 1        | 1        | 8        | 79       | 61       | 66       | —        | —        | 52       | 23       | - САД: 2,117,000        | - RIAA: 3× Платина - BPI: Златно - MC: 2× Платина           |
| The Black Album                       | - Датум објављивања: 14. новембар 2003. - Издавачка кућа: Roc-A-Fella, Def Jam, IDJMG - Формат: ЦД, винил, касета, дигитално преузимање  | 1        | 1        | 12       | 66       | 47       | 66       | 18       | 41       | 29       | 34       | - САД: 3,516,000        | - RIAA: 3× Платина - BPI: Платина - MC: Платина             |
| Kingdom Come                          | - Датум објављивања: 21. новембар 2006. - Издавачка кућа: Roc-A-Fella, Def Jam, IDJMG - Формат: ЦД, винил, касета, дигитално преузимање  | 1        | 1        | 6        | 79       | 76       | 71       | —        | 45       | 17       | 35       | - САД: 1,510,000        | - RIAA: 2× Платина - BPI: Златно                            |
| American Gangster                     | - Датум објављивања: 6. новембар 2007. - Издавачка кућа: Roc-A-Fella, Def Jam, IDJMG - Формат: ЦД, винил , дигитално преузимање          | 1        | 1        | 3        | 58       | 99       | 64       | 29       | —        | 17       | 30       | - САД: 1,131,000        | - RIAA: Платина - BPI: Сребрно - MC: Златно                 |
| The Blueprint 3                       | - Датум објављивања: 8. септембар 2009. - Издавачка кућа: Atlantic Records, Roc Nation - Формат: ЦД, винил , дигитално преузимање        | 1        | 1        | 1        | 20       | 22       | 12       | 15       | 44       | 12       | 4        | - САД: 1,933,000        | - RIAA: Платина - BPI: Платина - MC: Платина - SNEP: Златно |
| 'Magna Carta... Holy Grail            | - Датум објављивања: 9. јул 2003. - Издавачка кућа: Roc-A-Fella, Roc Nation, IDJMG - Формат: ЦД, винил , дигитално преузимање            | 1        | 1        | 1        | 12       | 9        | 7        | 2        | 8        | 1        | 1        | - САД: 1,130,000        | - RIAA: 2× Платина - BPI: Златно - MC: Платина              |
| 4:44                                  | - Датум објављивања: 30. јун 2017. - Издавачка кућа: Roc Nation, Universal Music Group - Формат: ЦД, винил, дигитално преузимање, касета | 1        | 1        | 1        | 43       | 15       | 11       | 11       | 16       | 5        | 3        | - САД: 399,000          | - RIAA: Платина                                             |

### Колаборативни албуми
| Назив                                   | Детаљи | Позиција | Позиција | Позиција | Позиција | Позиција | Позиција | Позиција | Позиција | Позиција | Позиција | Број проданих примерака            | Сертификат                                   |
| Назив                                   | Детаљи | САД      | САД R&B  | ХОЛ      | НОР      | ШВЕ      | ШВА      | УК       |          |          |          | Број проданих примерака            | Сертификат                                   |
| --------------------------------------- | --- | -------- | -------- | -------- | -------- | -------- | -------- | -------- | -------- | -------- | -------- | ---------------------------------- | -------------------------------------------- |
| The Best of Both Worlds (са Р. Келијем) | - Датум објављивања: 19. март 2002. (САД) - Издавачка кућа: Roc-A-Fella, Def Jam, Jive Records - Формат: ЦД, винил, касета                            | 2        | 1        | 19       | 20       | 22       | 12       | —        | 42       | 18       | 37       |                                    | - RIAA: Платина                              |
| Unfinished Business (са Р. Келијем)     | - Датум објављивања: 26. октобар 2004. (САД) - Издавачка кућа: Roc-A-Fella, Def Jam, Jive - Формат: ЦД, винил, дигитално преузимање, касета           | 1        | 1        | —        | 68       | 77       | 60       | —        | —        | 65       | 61       |                                    | - RIAA: Платина                              |
| Watch the Throne (са Канје Вестом)      | - Датум објављивања: 8. август 2011.(САД) - Издавачка кућа: Roc-A-Fella, Def Jam, Roc Nation - Formats: CD, LP, digital download                      | 1        | 1        | 1        | 10       | 2        | 3        | 1        | 27       | 1        | 3        | - САД: 1,573,000 - Свет: 2,000,000 | - RIAA: Платина - BPI: Платина - MC: Платина |
| Everything Is Love (са Бијонсе)         | - Датум објављивања: 16. јун 2018.(US) - Издавачка кућа: Parkwood Entertainment, Columbia Records, UMG, Roc Nation - Формат: ЦД, дигитално преузимање | 2        | 1        | 4        | 44       | 23       | 4        | 11       | 14       | 5        | 5        | - САД: 70,000                      |                                              |

### Уживо албуми
| Назив            | Детаљи                                                                                                  | Позиција | Позиција | Позиција | Број проданих примерака | Сертификат                    |
| Назив            | Детаљи                                                                                                  | САД      | САД R&B  | ИК       | Број проданих примерака | Сертификат                    |
| ---------------- | --- | -------- | -------- | -------- | ----------------------- | ----------------------------- |
| Jay-Z: Unplugged | - Датум објављивања: 18. децембар 2001.(САД) - Издавачка кућа: Roc-A-Fella, Def Jam - Формат: ЦД, винил | 31       | 8        | 153      |                         | - RIAA: Златно - BPI: Сребрно |

### Компилацијски албуми
| Назив                                  | Детаљи | Позиција | Позиција | Позиција | Позиција | Позиција | Позиција | Позиција | Број проданих примерака | Сертификат     |
| Назив                                  | Детаљи | САД      | САД R&B  |          |          |          |          |          | Број проданих примерака | Сертификат     |
| -------------------------------------- | --- | -------- | -------- | -------- | -------- | -------- | -------- | -------- | ----------------------- | -------------- |
| Chapter One: Greatest Hits             | - Датум објављивања: 11. март 2002. (ЈАП) - Издавачка кућа: Bertelsmann Music Group, Northwestside Records - Формат: ЦД, винил             | —        | —        | —        | —        | —        | —        | 65       |                         | - BPI: Сребрно |
| Blueprint 2.1                          | - Датум објављивања: 8. април 2003. (САД) - Издавачка кућа: Roc-A-Fella, Def Jam - Формат: ЦД, дигитално преузимање                        | 17       | 6        | —        | —        | —        | —        | —        |                         |                |
| Bring It On: The Best of Jay-Z         | - Датум објављивања: 25. новембар 2003. (UK) - Издавачка кућа: BMG - Формат: ЦД, винил                                                     | —        | —        | —        | —        | —        | —        | —        |                         |                |
| Greatest Hits                          | - Датум објављивања: 25. септембар 2006. (УК) - Издавачка кућа: Sony BMG - Формат: ЦД                                                      | —        | —        | —        | —        | —        | —        | 84       |                         |                |
| Jay-Z: The Hits Collection, Volume One | - Датум објављивања: 22. новембар 2010. (САД) - Издавачка кућа: Roc-A-Fella, Def Jam, Roc Nation - Формат: ЦД, винил, дигитално преузимање | 43       | 11       | 83       | 89       | 16       | 98       | 20       |                         | - BPI: Златно  |

### Саундтрек албуми
| Назив               | Album                                                                                              | Позиција | Позиција | Продаја | Сертификат |
| Назив               | Album                                                                                              | САД      | САД R&B  | Продаја | Сертификат |
| ------------------- | -------------------------------------------------------------------------------------------------- | -------- | -------- | ------- | ---------- |
| Streets Is Watching | - Датум објављивања: 5. мај 1998. (САД) - Издавачка кућа: Roc-A-Fella, Def Jam - Формат: ЦД, винил | 27       | 3        |         |            |

## Епови
| Назив                               | Album | Позиција | Позиција | Позиција | Позиција | Позиција | Позиција | Позиција | Позиција | Позиција | Позиција | Продаја | Сертификат                                                                             |
| Назив                               | Album | САД      | САД R&B  | КАН      | ФРА      | НЕМ      | ХОЛ      | НОР      | ШВЕ      | ШВА      | УК       | Продаја | Сертификат                                                                             |
| ----------------------------------- | --- | -------- | -------- | -------- | -------- | -------- | -------- | -------- | -------- | -------- | -------- | ------- | -------------------------------------------------------------------------------------- |
| Collision Course (са Линкин Парком) | - Датум објављивања: 30. новембар 2004. (US) - Издавачка кућа: Roc-A-Fella, Def Jam, Warner Bros. Records, Machine Shop Recordings - Формат: ЦД, винил, дигитално преузимање | 1        | 3        | 6        | 20       | 5        | 9        | 1        | 9        | 2        | 15       |         | - RIAA: 2× Платина - BPI: Платина - BVMI: Платина - IFPI ШВЕ: Платина - MC: 2× Платина |
| Live in Brooklyn                    | - Датум објављивања: 9. октобар 2012. (US) - Издавачка кућа: Roc-A-Fella, Atlantic, Roc Nation - Формат: дигитално преузимање                                                | 35       | 6        | —        | —        | —        | —        | —        | —        | —        | —        |         |                                                                                        |

## Синглови

### Као главни извођач
| Назив                                                            | Година | Позиција | Позиција | Позиција | Позиција | Позиција | Позиција | Позиција | Позиција | Позиција | Позиција | Сертификат                                                                                         | Албум                                 |
| Назив                                                            | Година | САД      | САД R&B  | ХОЛ      | НОР      | ШВЕ      | ШВА      | УК       |          |          |          | Сертификат                                                                                         | Албум                                 |
| ---------------------------------------------------------------- | ------ | -------- | -------- | -------- | -------- | -------- | -------- | -------- | -------- | -------- | -------- | -------------------------------------------------------------------------------------------------- | ------------------------------------- |
| "In My Lifetime"                                                 | 1995   | —        | —        | —        | —        | —        | —        | —        | —        | —        | —        | | Није ни на једном албуму              |
| "Dead Presidents"                                                | 1996   | 50       | 17       | 4        | —        | —        | —        | —        | —        | —        | —        | - RIAA: Златно                                                                                     | Reasonable Doubt                      |
| "Ain't No Nigga" (Foxy Brown и Џеј-Зи)                           | 1996   | 50       | 17       | 4        | —        | —        | —        | 45       | —        | —        | 31       | | Reasonable Doubt                      |
| "Can't Knock the Hustle" (Mary J. Blige и Џеј-Зи)                | 1996   | 73       | 35       | 7        | —        | —        | —        | 26       | —        | —        | 30       | | Reasonable Doubt                      |
| "Feelin' It"                                                     | 1997   | 79       | 46       | 13       | —        | —        | —        | —        | —        | —        | —        | | Reasonable Doubt                      |
| "Who You Wit"                                                    | 1997   | 84       | 25       | 18       | —        | —        | —        | —        | —        | —        | 65       | | Sprung                                |
| "Sunshine" (Babyface, Foxy Brown и Џеј-Зи)                       | 1997   | 95       | 37       | 16       | —        | 18       | 66       | 22       | 42       | —        | 25       | | In My Lifetime, Vol. 1                |
| "Wishing on a Star" (Gwen Dickey и Џеј-Зи)                       | 1997   | —        | —        | —        | —        | 56       | —        | 29       | 50       | —        | 13       | | In My Lifetime, Vol. 1                |
| "The City Is Mine" (Blackstreet и Џеј-Зи)                        | 1998   | 52       | 37       | 14       | —        | 28       | 51       | 44       | —        | —        | 38       | | In My Lifetime, Vol. 1                |
| "It's Alright" (Memphis Bleek и Џеј-Зи)                          | 1998   | 61       | 37       | 14       | 32       | 9        | —        | —        | —        | —        | —        | | Streets Is Watching Soundtrack        |
| "Can I Get A..." (Џа Рул, Amil и Џеј-Зи)                         | 1998   | 19       | 6        | 22       | 36       | 12       | 30       | —        | —        | 26       | 24       | - RIAA: Платина                                                                                    | Vol. 2... Hard Knock Life и Rush Hour |
| "Hard Knock Life (Ghetto Anthem)"                                | 1998   | 15       | 10       | 2        | 7        | 5        | 6        | 10       | 6        | 7        | 2        | - RIAA: Платина - BPI: Златно                                                                      | Vol. 2... Hard Knock Life             |
| "Money, Cash, Hoes" (Ди-Ем-Екс и Џеј-Зи)                         | 1999   | —        | 36       | 19       | —        | —        | —        | —        | —        | —        | —        | | Vol. 2... Hard Knock Life             |
| "Nigga What, Nigga Who (Originator 99)" (Big Jaz, Amil и Џеј-Зи) | 1999   | 84       | 23       | —        | —        | —        | —        | —        | —        | —        | —        | | Vol. 2... Hard Knock Life             |
| "Jigga My Nigga"                                                 | 1999   | 28       | 6        | 1        | —        | —        | —        | —        | —        | —        | —        | | Vol. 3... Life and Times of S. Carter |
| "Girl's Best Friend"                                             | 1999   | 52       | 19       | —        | —        | —        | —        | —        | —        | —        | —        | | Vol. 3... Life and Times of S. Carter |
| "Do It Again (Put Ya Hands Up)" (Beanie Sigel, Amil и Џеј-Зи)    | 1999   | 65       | 17       | 9        | —        | —        | —        | —        | —        | —        | —        | | Vol. 3... Life and Times of S. Carter |
| "Things That U Do" (Мараја Кери и Џеј-Зи)                        | 2000   | —        | —        | —        | —        | —        | —        | —        | —        | —        | —        | | Vol. 3... Life and Times of S. Carter |
| "Anything"                                                       | 2000   | 55       | 19       | 9        | —        | —        | —        | —        | 56       | —        | 18       | | The Truth                             |
| "Big Pimpin'" (UGK и Џеј-Зи)                                     | 2000   | 18       | 6        | 9        | —        | —        | —        | —        | —        | —        | 29       | - RIAA: Платина - BPI: Сребрно                                                                     | Vol. 3... Life and Times of S. Carter |
| "Hey Papi" (Memphis Bleek, Amil и Џеј-Зи)                        | 2000   | 76       | 16       | 12       | —        | —        | —        | —        | —        | —        | —        | | Nutty Professor II: The Klumps        |
| "I Just Wanna Love U (Give It 2 Me)"                             | 2000   | 11       | 1        | 4        | —        | 75       | 61       | 31       | —        | 86       | 17       | - RIAA: Златно                                                                                     | The Dynasty: Roc La Familia           |
| "Change the Game" (Beanie Sigel, Memphis Bleek и Џеј-Зи)         | 2001   | 86       | 29       | 10       | —        | —        | —        | —        | —        | —        | —        | | The Dynasty: Roc La Familia           |
| "Guilty Until Proven Innocent" (Р. Кели и Џеј-Зи)                | 2001   | 82       | 29       | 12       | —        | —        | —        | —        | —        | —        | —        | | The Dynasty: Roc La Familia           |
| "Izzo (H.O.V.A.)"                                                | 2001   | 8        | 4        | 7        | —        | —        | 69       | —        | —        | 53       | 21       | - RIAA: Златно                                                                                     | The Blueprint                         |
| "Girls, Girls, Girls"                                            | 2001   | 17       | 4        | 9        | —        | 86       | —        | —        | —        | —        | 11       | | The Blueprint                         |
| "Jigga That Nigga"                                               | 2002   | 66       | 27       | 7        | —        | —        | —        | —        | —        | —        | —        | | The Blueprint                         |
| "Song Cry"                                                       | 2002   | —        | 45       | 23       | —        | —        | —        | —        | —        | —        | —        | - RIAA: Златно                                                                                     | The Blueprint                         |
| "Honey" (Р. Кели и Џеј-Зи)                                       | 2002   | —        | —        | —        | —        | —        | —        | —        | —        | —        | 35       | | The Best of Both Worlds               |
| "Get This Money" (Р. Кели и Џеј-Зи)                              | 2002   | —        | 37       | 18       | —        | —        | —        | —        | —        | —        | —        | | The Best of Both Worlds               |
| "Take You Home with Me (A.K.A. Body)" (Р. Кели и Џеј-Зи)         | 2002   | 81       | 41       | 5        | —        | —        | —        | —        | —        | —        | —        | | The Best of Both Worlds               |
| "'03 Bonnie & Clyde" (Бијонсе и Џеј-Зи)                          | 2002   | 4        | 5        | 2        | 4        | 6        | 5        | 4        | 14       | 1        | 2        | - RIAA: Златно - BPI: Сребрно - ARIA: Платина                                                      | The Blueprint 2: The Gift & The Curse |
| "Hovi Baby"                                                      | 2002   | —        | 76       | —        | —        | —        | —        | —        | —        | —        | —        | | The Blueprint 2: The Gift & The Curse |
| "Excuse Me Miss" (Pharrell и Џеј-Зи)                             | 2003   | 8        | 1        | 2        | 8        | 67       | —        | —        | —        | 76       | 17       | | The Blueprint 2: The Gift & The Curse |
| "La-La-La (Excuse Me Again)"                                     | 2003   | —        | 37       | 20       | —        | —        | —        | —        | —        | —        | —        | | The Blueprint 2.1 и Bad Boys II       |
| "Change Clothes" (Pharrell и Џеј-Зи)                             | 2003   | 10       | 6        | 4        | —        | 54       | 40       | 42       | —        | 44       | 32       | | The Black Album                       |
| "Dirt Off Your Shoulder"                                         | 2004   | 5        | 3        | 2        | —        | —        | —        | —        | —        | —        | 12       | - RIAA: Платина                                                                                    | The Black Album                       |
| "99 Problems"                                                    | 2004   | 30       | 26       | 10       | —        | 67       | —        | —        | —        | —        | 12       | - RIAA: 2× Платина - BPI: Златно                                                                   | The Black Album                       |
| "Big Chips" (Р. Кели и Џеј-Зи)                                   | 2004   | 39       | 17       | 14       | —        | —        | —        | —        | —        | —        | —        | | Unfinished Business                   |
| "Don't Let Me Die" (Р. Кели и Џеј-Зи)                            | 2004   | —        | 58       | —        | —        | —        | —        | —        | —        | —        | —        | | Unfinished Business                   |
| "Numb/Encore" (Линкин Парк и Џеј-Зи)                             | 2004   | 20       | 94       | —        | —        | 4        | 5        | —        | 5        | 10       | 14       | - RIAA: 3× Платина - BPI: Златно - BVMI: Платина - MC: Златно                                      | Collision Course                      |
| "Show Me What You Got"                                           | 2006   | 8        | 3        | 4        | —        | —        | —        | 38       | 35       | —        | 38       | - RIAA: Златно                                                                                     | Kingdom Come                          |
| "Lost One" (Chrisette Michele и Џеј-Зи)                          | 2006   | 58       | 19       | 10       | —        | —        | —        | —        | —        | —        | —        | | Kingdom Come                          |
| "30 Something"                                                   | 2007   | —        | 21       | 13       | —        | —        | —        | —        | —        | —        | —        | | Kingdom Come                          |
| "Hollywood" (Бијонсе и Џеј-Зи)                                   | 2007   | —        | 56       | 21       | —        | —        | —        | —        | —        | —        | —        | | Kingdom Come                          |
| "Blue Magic" (Pharrell, En Vogue и Џеј-Зи)                       | 2007   | 55       | 31       | 17       | 69       | —        | —        | —        | —        | —        | —        | | American Gangster                     |
| "Roc Boys (And the Winner Is)..."                                | 2007   | 63       | 15       | 8        | —        | —        | —        | —        | —        | —        | 117      | | American Gangster                     |
| "I Know" (Pharrell и Џеј-Зи)                                     | 2007   | —        | 26       | 11       | —        | —        | —        | —        | —        | —        | —        | | American Gangster                     |
| "Swagga Like Us" (T.I., Лил Вејн, Канје Вест и Џеј-Зи)           | 2008   | 5        | 11       | 4        | —        | —        | —        | —        | 22       | —        | 33       | - RIAA: Платина - MC: Златно                                                                       | Paper Trail                           |
| "Jockin' Jay-Z (Dopeboy Fresh)"                                  | 2008   | —        | 51       | 18       | —        | —        | —        | —        | —        | —        | —        | | Није ни на једном албуму              |
| "D.O.A. (Death of Auto-Tune)"                                    | 2009   | 24       | 43       | 15       | —        | —        | —        | —        | —        | —        | 79       | | The Blueprint 3                       |
| "Run This Town" (Канје Вест, Ријана и Џеј-Зи)                    | 2009   | 2        | 3        | 1        | 6        | 18       | 30       | 9        | 8        | 9        | 1        | - RIAA: 3× Платина - BPI: Златно - RMNZ: Златно - ARIA: Платина                                    | The Blueprint 3                       |
| "Empire State of Mind" (Алиша Киз и Џеј-Зи)                      | 2009   | 1        | 1        | 1        | 3        | 11       | 2        | 6        | 6        | 4        | 2        | - RIAA: 5× Платина - BPI: Платина - BVMI: Златно - RMNZ: Платина - ARIA: 3x Платина - SNEP: Златно | The Blueprint 3                       |
| "On to the Next One" (Swizz Beatz и Џеј-Зи)                      | 2009   | 37       | 9        | 5        | 68       | —        | —        | —        | —        | —        | 38       | | The Blueprint 3                       |
| "Young Forever" (Mr Hudson и Џеј-Зи)                             | 2010   | 10       | 86       | 16       | 21       | —        | 50       | 32       | 40       | 44       | 10       | - BPI: Сребрно                                                                                     | The Blueprint 3                       |
| "A Star Is Born" (са Џ. Колом)                                   | 2010   | —        | 91       | —        | —        | —        | —        | —        | —        | —        | —        | | The Blueprint 3                       |
| "H•A•M" (Канје Вест и Џеј-Зи)                                    | 2011   | 23       | 24       | 15       | 47       | —        | 53       | —        | —        | —        | 30       | - RIAA: Златно                                                                                     | Watch the Throne                      |
| "Otis" (Otis Redding, Канје Вест и Џеј-Зи)                       | 2011   | 12       | 2        | 2        | 37       | —        | 73       | —        | —        | 61       | 28       | - RIAA: 2× Платина - BPI: Сребрно - MC: Златно                                                     | Watch the Throne                      |
| "Lift Off" (Канје Вест, Бијонсе и Џеј-Зи)                        | 2011   | —        | —        | —        | —        | —        | —        | —        | —        | —        | 48       | | Watch the Throne                      |
| "Niggas in Paris" (Канје Вест и Џеј-Зи)                          | 2011   | 5        | 1        | 1        | 16       | 40       | 28       | 38       | 44       | 43       | 10       | - RIAA: 6× Платина - BPI: Платина - BVMI: Платина - MC: Платина                                    | Watch the Throne                      |
| "Why I Love You" (Канје Вест, Mr Hudson и Џеј-Зи)                | 2011   | —        | —        | —        | —        | —        | —        | —        | —        | 52       | 87       | | Watch the Throne                      |
| "Gotta Have It" (Канје Вест и Џеј-Зи)                            | 2011   | 69       | 14       | 13       | —        | —        | —        | —        | —        | —        | —        | - RIAA: Платина                                                                                    | Watch the Throne                      |
| "Glory" (B.I.C. и Џеј-Зи)                                        | 2012   | —        | 63       | 23       | —        | —        | —        | —        | —        | —        | —        | | Није ни на једном албуму              |
| "No Church in the Wild" (Frank Ocean, Канје Вест и Џеј-Зи)       | 2012   | 72       | 31       | 20       | 92       | —        | —        | —        | —        | —        | 37       | - RIAA: Платина - BPI: Златно                                                                      | Watch the Throne                      |
| "Clique" (Big Sean, Канје Вест и Џеј-Зи)                         | 2012   | 12       | 2        | 3        | 17       | —        | 85       | —        | —        | —        | 22       | - RIAA: 3× Платина - BPI: Сребрно                                                                  | Cruel Summer                          |
| "Holy Grail" (Џастин Тимберлејк и Џеј-Зи)                        | 2013   | 4        | 2        | 1        | 13       | 24       | 83       | 24       | 15       | 24       | 7        | - RIAA: 4× Платина - BPI: Златно - BVMI: Златно - RMNZ: Златно                                     | Magna Carta Holy Grail                |
| "Tom Ford"                                                       | 2013   | 39       | 11       | 8        | —        | —        | —        | —        | —        | —        | 164      | - RIAA: Платина                                                                                    | Magna Carta Holy Grail                |
| "Part II (On the Run)" (са Бијонсе)                              | 2014   | 77       | 19       | 15       | —        | —        | —        | —        | —        | —        | 93       | - RIAA: Златно                                                                                     | Magna Carta Holy Grail                |
| "4:44"                                                           | 2017   | 35       | 15       | 11       | 69       | —        | —        | —        | —        | —        | 73       | | 4:44                                  |
| "Bam" (са Дејмијаном Марлијем)                                   | 2017   | 47       | 21       | 16       | —        | —        | —        | —        | —        | —        | 93       | |                                       |
| "Family Feud" (са Бијонсе)                                       | 2018   | 51       | 22       | 17       | —        | —        | —        | —        | —        | —        | —        | |                                       |
| "Apeshit" (са Бијонсе)                                           | 2018   | 13       | 9        | 8        | 24       | —        | 59       | —        | 72       | 69       | 33       | | Everything Is Love                    |
| "Summer" (са Бијонсе)                                            | 2018   | —        | —        | —        | —        | —        | —        | —        | —        | —        | —        | | Everything Is Love                    |

## Као гостујући извођач
| Назив                                                                                        | Година | Позиција | Позиција | Позиција | Позиција | Позиција | Позиција | Позиција | Позиција | Позиција | Позиција | Сертификат | Албум                                  |
| Назив                                                                                        | Година | САД      | САД R&B  | ФРА      | НЕМ      | ХОЛ      | НОР      | ШВЕ      | ШВА      | УК       |          | Сертификат | Албум                                  |
| -------------------------------------------------------------------------------------------- | ------ | -------- | -------- | -------- | -------- | -------- | -------- | -------- | -------- | -------- | -------- | --- | -------------------------------------- |
| "Hawaiian Sophie" (The Jaz и Џеј-Зи)                                                         | 1989   | —        | —        | 18       | —        | —        | —        | —        | —        | —        | —        | | Word to the Jaz                        |
| "Show & Prove" (Big Daddy Kane, Big Scoob, Sauce Money, Shyheim, Ol' Dirty Bastard и Џеј-Зи) | 1994   | —        | —        | —        | —        | —        | —        | —        | —        | —        | —        | | Daddy's Home                           |
| "I'll Be" (Foxy Brown и Џеј-Зи)                                                              | 1997   | 7        | 5        | 2        | —        | 48       | 33       | 20       | 51       | —        | 9        | - RIAA: Златно                                                                                                 | Ill Na Na                              |
| "All of My Days" (Changing Faces, Р. Кели и Џеј-Зи)                                          | 1997   | 65       | 38       | —        | —        | —        | —        | —        | —        | —        | —        | | All Day, All Night и Space Jam         |
| "Be Alone No More" (ремикс) (Another Level и Џеј-Зи)                                         | 1998   | —        | —        | —        | —        | —        | —        | 27       | —        | —        | 11       | | Another Level                          |
| "Love for Free" (Gerrell Gaddis и Џеј-Зи)                                                    | 1998   | 86       | 28       | —        | —        | —        | —        | —        | —        | —        | —        | | Streets Is Watching soundtrack         |
| "Money Ain't a Thang" (Jermaine Dupri и Џеј-Зи)                                              | 1998   | 52       | 10       | 28       | —        | —        | —        | —        | —        | —        | —        | | Life in 1472                           |
| "4 Alarm Blaze" (M.O.P, Teflon и Џеј-Зи)                                                     | 1998   | —        | —        | —        | —        | —        | —        | —        | —        | —        | —        | | First Family 4 Life                    |
| "Lobster & Scrimp" (Timbaland и Џеј-Зи)                                                      | 1999   | —        | 59       | —        | —        | —        | —        | —        | —        | —        | 48       | | Tim's Bio: Life from da Bassment       |
| "Heartbreaker" (Мараја Кери и Џеј-Зи)                                                        | 1999   | 1        | 1        | 1        | 1        | 1        | 7        | 1        | 18       | 7        | 5        | - RIAA: Платина - BPI: Сребрно - RMNZ: Платина                                                                 | Rainbow                                |
| "What You Think of That" (Memphis Bleek и Џеј-Зи)                                            | 1999   | —        | —        | 49       | —        | —        | —        | —        | —        | —        | 58       | | Coming of Age                          |
| "4 da Fam" (Amil, Beanie Sigel, Memphis Bleek и Џеј-Зи)                                      | 2000   | —        | 99       | 29       | —        | —        | —        | —        | —        | —        | —        | | All Money Is Legal                     |
| "The Best of Me" (Mýa и Џеј-Зи)                                                              | 2000   | —        | 55       | —        | —        | —        | —        | —        | —        | —        | —        | | Backstage: A Hard Knock Life           |
| "Is That Your Chick (The Lost Verses)" (Memphis Bleek, Twista, Миси Елиот и Џеј-Зи)          | 2000   | 68       | 18       | 7        | —        | —        | —        | —        | —        | —        | —        | | The Understanding                      |
| "Do My..." (Memphis Bleek и Џеј-Зи)                                                          | 2001   | —        | 68       | 24       | —        | —        | —        | —        | —        | —        | —        | | The Understanding                      |
| "Fiesta" (ремикс) (Boo & Gotti, Р. Кели и Џеј-Зи)                                            | 2001   | 6        | 1        | —        | 19       | 8        | 48       | —        | 46       | 11       | 23       | | TP-2.com                               |
| "Let's Go!" (Jaz-O, Dibiase и Џеј-Зи)                                                        | 2002   | —        | —        | —        | —        | —        | —        | —        | —        | —        | —        | | Kingz Kounty                           |
| "Guess Who's Back" (Scarface, Beanie Sigel и Џеј-Зи)                                         | 2002   | 78       | 22       | 10       | —        | —        | —        | —        | —        | —        | —        | | The Fix                                |
| "It's Obvious" (Rell и Џеј-Зи)                                                               | 2002   | —        | 71       | —        | —        | —        | —        | —        | —        | —        | —        | | Није ни на једном албуму               |
| "What We Do" (Freeway, Beanie Sigel и Џеј-Зи)                                                | 2002   | 97       | 47       | —        | —        | —        | —        | —        | —        | —        | —        | | Philadelphia Freeway                   |
| "Beware of the Boys (Mundian To Bach Ke)" (Panjabi MC и Џеј-Зи)                              | 2003   | 33       | 21       | —        | 10       | —        | —        | —        | —        | —        | 25       | | Beware                                 |
| "Get By" (ремикс) (Talib Kweli, Mos Def, Канје Вест, Баста Рајмс и Џеј-Зи)                   | 2003   | —        | —        | —        | —        | —        | —        | —        | —        | —        | —        | | Није ни на једном албуму               |
| "Back in the Day" (Миси Елиот и Џеј-Зи)                                                      | 2003   | —        | 86       | —        | —        | —        | —        | —        | —        | —        | —        | | Under Construction                     |
| "Crazy in Love" (Бијонсе и Џеј-Зи)                                                           | 2003   | 1        | 1        | 1        | 2        | 6        | 2        | 2        | 4        | 3        | 1        | - RIAA: Златно - BPI: Платина                                                                                  | Dangerously in Love                    |
| "Frontin'" (Pharrell и Џеј-Зи)                                                               | 2003   | 5        | 1        | —        | 15       | 61       | 21       | —        | 49       | 23       | 6        | - BPI: Сребрно                                                                                                 | The Neptunes Presents Clones           |
| "Storm" (Лени Кравиц и Џеј-Зи)                                                               | 2004   | 98       | 50       | —        | —        | —        | —        | —        | —        | —        | —        | | Baptism                                |
| "Dear Summer" (Memphis Bleek и Џеј-Зи)                                                       | 2005   | —        | 30       | —        | —        | —        | —        | —        | —        | —        | —        | | 534                                    |
| "Go Crazy" (Young Jeezy и Џеј-Зи)                                                            | 2005   | —        | 22       | 22       | —        | —        | —        | —        | —        | —        | —        | | Let's Get It: Thug Motivation 101      |
| "Get Throwed" (Bun B, Pimp C, Young Jeezy, Z-Ro и Џеј-Зи)                                    | 2006   | —        | 49       | 24       | —        | —        | —        | —        | —        | —        | —        | | Trill                                  |
| "Déjà Vu" (Бијонсе и Џеј-Зи)                                                                 | 2006   | 4        | 1        | —        | —        | 9        | 13       | 15       | 11       | 3        | 1        | - RIAA: Златно - BPI: Сребрно                                                                                  | B'Day                                  |
| "Umbrella" (Ријана и Џеј-Зи)                                                                 | 2007   | 1        | 4        | —        | 1        | 1        | 2        | 1        | 2        | 1        | 1        | - RIAA: 6× Платина - BPI: Платина - BVMI: 2× Платина - IFPI ШВЕ: 2× Платина - IFPI ШВА: Златно - RMNZ: Платина | Good Girl Gone Bad                     |
| "Roc-A-Fella Billionaires" (Freeway и Џеј-Зи)                                                | 2007   | —        | 63       | —        | —        | —        | —        | —        | —        | —        | —        | | Free at Last                           |
| "I Wanna Rock" (Снуп Дог и Џеј-Зи)                                                           | 2010   | —        | —        | —        | —        | —        | —        | —        | —        | —        | —        | | More Malice                            |
| "Hot Tottie" (Ашер и Џеј-Зи)                                                                 | 2010   | 21       | 9        | —        | 62       | —        | —        | —        | —        | —        | 104      | | Versus                                 |
| "Monster" (Канје Вест, Рик Рос, Bon Iver, Ники Минаж и Џеј-Зи)                               | 2010   | 18       | 30       | 15       | 43       | —        | —        | —        | —        | —        | 146      | - RIAA: Платина - BPI: Сребрно                                                                                 | My Beautiful Dark Twisted Fantasy      |
| "I Do" (Young Jeezy, André 3000 и Џеј-Зи)                                                    | 2012   | 61       | 4        | 9        | —        | —        | —        | —        | —        | —        | —        | | Thug Motivation 103: Hustlerz Ambition |
| "Talk That Talk" (Ријана и Џеј-Зи)                                                           | 2012   | 31       | 12       | —        | 30       | —        | 61       | 37       | 41       | 11       | 25       | - RIAA: Платина - BPI: Сребрно                                                                                 | Talk That Talk                         |
| "Suit & Tie" (Џастин Тимберлејк и Џеј-Зи)                                                    | 2013   | 3        | 2        | —        | 3        | 25       | 10       | 14       | —        | 31       | 3        | - RIAA: 3× Платина - BPI: Златно - MC: Платина                                                                 | The 20/20 Experience                   |
| "Drunk in Love" (Бијонсе и Џеј-Зи)                                                           | 2013   | 2        | 1        | —        | 50       | 70       | 39       | 30       | 16       | 40       | 9        | - RIAA: 3× Платина - BPI: Платина - MC: Платина - RMNZ: Златно                                                 | BEYONCÉ                                |
| "The Devil Is a Lie" (Рик Рос и Џеј-Зи)                                                      | 2013   | 86       | 26       | 16       | —        | —        | —        | —        | —        | —        | 143      | - RIAA: Златно                                                                                                 | Mastermind                             |
| "They Don't Love You No More" (DJ Khaled, Meek Mill, French Montana, Рик Рос и Џеј-Зи)       | 2014   | —        | 30       | 17       | —        | —        | —        | —        | —        | —        | —        | | I Changed a Lot                        |
| "Jungle" (ремикс) (X Ambassadors], Jamie N Commons и Џеј-Зи)                                 | 2014   | 87       | —        | —        | —        | 44       | —        | —        | —        | —        | —        | | Није ни на једном албуму               |
| "Seen It All" (Jeezy и Џеј-Зи)                                                               | 2014   | 85       | 24       | 20       | —        | —        | —        | —        | —        | —        | —        | - RIAA: Златно                                                                                                 | Seen It All                            |
| "Pop Style" (Дрејк, Канје Вест и Џеј-Зи)                                                     | 2016   | 16       | 4        | 3        | 20       | —        | 73       | —        | —        | —        | 33       | - RIAA: 2× Платина                                                                                             | Views                                  |
| "Drug Dealers Anonymous" (Pusha T и Џеј-Зи)                                                  | 2016   | —        | —        | —        | —        | —        | —        | —        | —        | —        | —        | | Није ни на једном албуму               |
| "I Got the Keys" (DJ Khaled, Future и Џеј-Зи)                                                | 2016   | 30       | 9        | 5        | 55       | 95       | —        | —        | —        | —        | 125      | - RIAA: Платина                                                                                                | Major Key                              |
| "Shining" (DJ Khaled, Бијонсе и Џеј-Зи)                                                      | 2017   | 57       | 23       | —        | 72       | —        | —        | —        | —        | —        | 71       | - RIAA: Платина                                                                                                | Grateful                               |
| "Top Off" (DJ Khaled, Future, Бијонсе и Џеј-Зи)                                              | 2018   | 22       | 14       | 11       | 48       | 98       | —        | —        | —        | 66       | 41       | - RIAA: Златно                                                                                                 | Father of Asahd                        |

## Промотивни синглови
| Назив                                                                          | Година | Позиција | Позиција | Позиција | Позиција | Албум                    |
| Назив                                                                          | Година | САД      | САД R&B  | САД реп  | УК       | Албум                    |
| ------------------------------------------------------------------------------ | ------ | -------- | -------- | -------- | -------- | ------------------------ |
| "Shake It Off" (ремикс) (Мараја Кери, Young Jeezy и Џеј-Зи)                    | 2005   | —        | —        | —        | —        | Није ни на једном албуму |
| "Upgrade U" (Бијонсе и Џеј-Зи)                                                 | 2006   | 59       | 11       | —        | 176      | B'Day                    |
| "Rehab" (ремикс) (Ејми Вајнхаус и Џеј-Зи)                                      | 2007   | —        | —        | —        | —        | Није ни на једном албуму |
| "Mr. Carter" (Лил Вејн и Џеј-Зи)                                               | 2008   | 62       | 27       | 13       | —        | Tha Carter III           |
| "Put On" (ремикс) (Young Jeezy и Џеј-Зи)                                       | 2008   | —        | —        | —        | —        | The Recession            |
| "Bye Bye" (So So Def ремикс) (Мараја Кери и Џеј-Зи)                            | 2008   | —        | —        | —        | —        | Није ни на једном албуму |
| "Brooklyn Go Hard" (Santigold и Џеј-Зи)                                        | 2008   | —        | 61       | 18       | —        | Notorious                |
| "Lost! / Viva la Vida" (уживо на 51. додели Греми награда) (Coldplay и Џеј-Зи) | 2009   | —        | —        | —        | —        | Није ни на једном албуму |
| "Meiplé" (Robin Thicke и Џеј-Зи)                                               | 2009   | —        | —        | —        | —        | Sex Therapy: The Session |
| "All the Way" (ремикс) (Fat Joe, Remy Ma, French Montana & Infared и Џеј-Зи)   | 2016   | 27       | 14       | 9        | —        | Није ни на једном албуму |
| "Adnis"                                                                        | 2017   | —        | —        | —        | —        | 4:44                     |
| "ManyfaCedGod" (James Blake и Џеј-Зи)                                          | 2017   | —        | —        | —        | —        | 4:44                     |

## Остале песме
| Назив                                                                          | Година | Позиција | Позиција | Позиција | Позиција | Позиција | Позиција | Позиција | Позиција | Позиција | Позиција | Албум                                 |
| Назив                                                                          | Година | САД      | САД R&B  | ХОЛ      | НОР      | ШВЕ      | ШВА      | УК       |          |          |          | Албум                                 |
| ------------------------------------------------------------------------------ | ------ | -------- | -------- | -------- | -------- | -------- | -------- | -------- | -------- | -------- | -------- | ------------------------------------- |
| "Call Me" (Hip Hop микс) (Blackstreet и Џеј-Зи)                                | 1997   | —        | —        | —        | —        | —        | —        | —        | —        | —        | —        | Soul Food                             |
| "Keep It Real" (Jon B., Coko и Џеј-Зи)                                         | 1998   | —        | —        | —        | —        | —        | —        | —        | —        | —        | —        | Hav Plenty                            |
| "So Ghetto"                                                                    | 2000   | —        | —        | —        | —        | —        | —        | —        | —        | —        | —        | Vol. 3... Life and Times of S. Carter |
| "Parking Lot Pimpin'" (Beanie Sigel, Memphis Bleek и Џеј-Зи)                   | 2000   | —        | —        | —        | —        | —        | —        | —        | —        | —        | —        | The Dynasty: Roc La Familia           |
| "U Don't Know"                                                                 | 2001   | —        | —        | —        | —        | —        | —        | —        | —        | —        | —        | The Blueprint                         |
| "Think It's a Game" (Beanie Sigel, Freeway, Young Chris и Џеј-Зи])             | 2001   | —        | 99       | —        | —        | —        | —        | —        | —        | —        | —        | The Reason                            |
| "People Talking"                                                               | 2002   | —        | 77       | —        | —        | —        | —        | —        | —        | —        | —        | Jay-Z: Unplugged                      |
| "The Best of Both Worlds" (Р. Кели и Џеј-Зи)                                   | 2002   | —        | 39       | —        | —        | —        | —        | —        | —        | —        | —        | The Best of Both Worlds               |
| "Somebody's Girl" (Р. Кели и Џеј-Зи)                                           | 2002   | —        | 41       | 24       | —        | —        | —        | —        | —        | —        | —        | The Best of Both Worlds               |
| "Shake Ya Body" (Lil' Kim, Р. Кели и Џеј-Зи)                                   | 2002   | —        | 72       | —        | —        | —        | —        | —        | —        | —        | —        | The Best of Both Worlds               |
| "The Watcher 2" (Др. Дре, Truth Hurts, Rakim и Џеј-Зи)                         | 2003   | —        | —        | —        | —        | —        | —        | —        | —        | —        | —        | The Blueprint 2: The Gift & The Curse |
| "The Bounce" (Канје Вест и Џеј-Зи)                                             | 2003   | —        | —        | —        | —        | —        | —        | —        | —        | —        | —        | The Blueprint 2: The Gift & The Curse |
| "All Around the World" (LaToiya Williams и Џеј-Зи)                             | 2003   | —        | —        | —        | —        | —        | —        | —        | —        | —        | —        | The Blueprint 2: The Gift & The Curse |
| "Stop"                                                                         | 2003   | —        | 53       | —        | —        | —        | —        | —        | —        | —        | —        | The Blueprint 2.1                     |
| "Love & Life Intro" (Mary J. Blige, P. Diddy и Џеј-Зи)                         | 2003   | —        | —        | —        | —        | —        | —        | —        | —        | —        | —        | Love & Life                           |
| "What More Can I Say"                                                          | 2003   | —        | 48       | —        | —        | —        | —        | —        | —        | —        | —        | The Black Album                       |
| "Public Service Announcement (Interlude)"                                      | 2003   | —        | —        | —        | —        | —        | —        | —        | —        | —        | —        | The Black Album                       |
| "Encore"                                                                       | 2003   | —        | 30       | 22       | —        | —        | —        | —        | —        | —        | —        | The Black Album                       |
| "December 4th"                                                                 | 2004   | —        | —        | —        | —        | —        | —        | —        | —        | —        | —        | The Black Album                       |
| "Lucifer"                                                                      | 2004   | —        | —        | —        | —        | —        | —        | —        | —        | —        | —        | The Black Album                       |
| "The Return" (Р. Кели и Џеј-Зи)                                                | 2004   | —        | —        | —        | —        | —        | —        | —        | —        | —        | —        | Unfinished Business                   |
| "Dirt Off Your Shoulder/Lying from You" (Линкин парк и Џеј-Зи)                 | 2004   | —        | —        | —        | —        | —        | —        | —        | —        | —        | 150      | Collision Course                      |
| "Whatchu Want" (The Notorious B.I.G. и Џеј-Зи)                                 | 2005   | —        | 76       | —        | —        | —        | —        | —        | —        | —        | —        | Duets: The Final Chapter              |
| "Here We Go Yo" (Hector El Father и Џеј-Зи)                                    | 2006   | —        | —        | —        | —        | —        | —        | —        | —        | —        | —        | Los Rompe Discotekas                  |
| "Kingdom Come"                                                                 | 2006   | 98       | 52       | 25       | —        | —        | —        | —        | —        | —        | —        | Kingdom Come                          |
| "Brooklyn High"                                                                | 2006   | —        | —        | —        | —        | —        | —        | —        | —        | —        | —        | Није ни на једном албуму              |
| "Turn Off the Lights" (Mary J. Blige и Џеј-Зи)                                 | 2006   | —        | —        | —        | —        | —        | —        | —        | —        | —        | —        | Није ни на једном албуму              |
| "Black Republican" (Нас и Џеј-Зи)                                              | 2006   | —        | —        | —        | —        | —        | —        | —        | —        | —        | —        | Hip Hop Is Dead                       |
| "Hello Brooklyn 2.0" (Лил Вејн и Џеј-Зи)                                       | 2007   | —        | —        | —        | —        | —        | —        | —        | —        | —        | —        | American Gangster                     |
| "American Dreamin'"                                                            | 2007   | —        | —        | —        | —        | —        | —        | —        | —        | —        | —        | American Gangster                     |
| "Brooklyn" (Fabolous], Uncle Murda и Џеј-Зи)                                   | 2007   | —        | —        | —        | —        | —        | —        | —        | —        | —        | —        | From Nothin' to Somethin'             |
| "You're Welcome" (Mary J. Blige и Џеј-Зи)                                      | 2008   | —        | 55       | 23       | —        | —        | —        | —        | —        | —        | —        | Није ни на једном албуму              |
| "Ain't I" (Timbaland и Џеј-Зи)                                                 | 2008   | —        | —        | —        | —        | —        | —        | —        | —        | —        | —        | Није ни на једном албуму              |
| "Maybach Music" (Рик Рос и Џеј-Зи)                                             | 2008   | —        | —        | —        | —        | —        | —        | —        | —        | —        | —        | Trilla                                |
| "Best Thing" (Ашер и Џеј-Зи)                                                   | 2008   | —        | 92       | —        | —        | —        | —        | —        | —        | —        | —        | Here I Stand                          |
| "Lost!" (Coldplay и Џеј-Зи)                                                    | 2008   | 40       | —        | —        | —        | 34       | —        | 22       | 8        | 21       | —        | Prospekt's March                      |
| "I Do It for Hip-Hop" (Лудакрис, Нас и Џеј-Зи)                                 | 2008   | —        | 89       | —        | —        | —        | —        | —        | —        | —        | —        | Theater of the Mind                   |
| "What We Talkin' About" (Luke Steele и Џеј-Зи)                                 | 2009   | —        | —        | —        | —        | —        | —        | —        | —        | —        | —        | The Blueprint 3                       |
| "Real as It Gets" (Young Jeezy и Џеј-Зи)                                       | 2009   | —        | 81       | —        | —        | —        | —        | —        | —        | —        | —        | The Blueprint 3                       |
| "Off That" (Дрејк и Џеј-Зи)                                                    | 2009   | —        | —        | —        | —        | —        | —        | —        | —        | —        | —        | The Blueprint 3                       |
| "Venus vs. Mars"                                                               | 2009   | —        | 90       | —        | —        | —        | —        | —        | —        | —        | —        | The Blueprint 3                       |
| "Stranded (Haiti Mon Amour)" (Bono, The Edge, Ријана и Џеј-Зи)                 | 2010   | 16       | —        | —        | 10       | 39       | 6        | 3        | 6        | 3        | 41       | Hope for Haiti Now                    |
| "Light Up" (Дрејк и Џеј-Зи)                                                    | 2010   | —        | 85       | —        | —        | —        | —        | —        | —        | —        | —        | Thank Me Later                        |
| "Under Pressure" (Др. Дре и Џеј-Зи)                                            | 2010   | —        | —        | —        | —        | —        | —        | —        | —        | —        | —        | Није ни на једном албуму              |
| "Free Mason" (Рик Рос, John Legend и Џеј-Зи)                                   | 2010   | —        | —        | —        | —        | —        | —        | —        | —        | —        | —        | Teflon Don                            |
| "So Appalled" (Канје Вест, Pusha T, Cyhi Da Prynce, Swizz Beatz, RZA и Џеј-Зи) | 2010   | —        | —        | —        | —        | —        | —        | —        | —        | —        | —        | My Beautiful Dark Twisted Fantasy     |
| "Who Gon Stop Me" (Канје Вест и Џеј-Зи)                                        | 2011   | 44       | —        | —        | —        | —        | 60       | —        | —        | —        | —        | Watch the Throne                      |
| "Illest Motherfucker Alive" (Канје Вест и Џеј-Зи)                              | 2011   | —        | —        | —        | —        | —        | —        | —        | —        | —        | —        | Watch the Throne                      |
| "Welcome to the Jungle" (Канје Вест и Џеј-Зи)                                  | 2011   | —        | —        | —        | —        | —        | —        | —        | —        | —        | —        | Watch the Throne                      |
| "Mr. Nice Watch" (Џ. Кол и Џеј-Зи)                                             | 2011   | —        | 87       | —        | —        | —        | —        | —        | —        | —        | —        | Cole World: The Sideline Story        |
| "3 Kings" (Рик Рос, Др. Дре и Џеј-Зи)                                          | 2012   | —        | 60       | —        | —        | —        | —        | —        | —        | —        | —        | God Forgives, I Don't                 |
| "FuckWithMeYouKnowIGotIt" (Рик Рос и Џеј-Зи)                                   | 2013   | 64       | 24       | 18       | —        | —        | —        | —        | —        | —        | —        | Magna Carta... Holy Grail             |
| "Oceans" (Frank Ocean и Џеј-Зи)                                                | 2013   | 83       | 30       | 22       | —        | —        | —        | —        | —        | —        | 153      | Magna Carta... Holy Grail             |
| "Picasso Baby"                                                                 | 2013   | 91       | 34       | 25       | —        | —        | —        | —        | —        | —        | —        | Magna Carta... Holy Grail             |
| "Crown"                                                                        | 2013   | 100      | 38       | —        | —        | —        | —        | —        | —        | —        | —        | Magna Carta... Holy Grail             |
| "Somewhere in America"                                                         | 2013   | —        | 43       | —        | —        | —        | —        | —        | —        | —        | —        | Magna Carta... Holy Grail             |
| "F.U.T.W."                                                                     | 2013   | —        | 45       | —        | —        | —        | —        | —        | —        | —        | —        | Magna Carta... Holy Grail             |
| "Heaven"                                                                       | 2013   | —        | 46       | —        | —        | —        | —        | —        | —        | —        | —        | Magna Carta... Holy Grail             |
| "Versus"                                                                       | 2013   | —        | —        | —        | —        | —        | —        | —        | —        | —        | —        | Magna Carta... Holy Grail             |
| "BBC"                                                                          | 2013   | —        | 47       | —        | —        | —        | —        | —        | —        | —        | —        | Magna Carta... Holy Grail             |
| "La Familia"                                                                   | 2013   | —        | —        | —        | —        | —        | —        | —        | —        | —        | —        | Magna Carta... Holy Grail             |
| "Jay Z Blue"                                                                   | 2013   | —        | —        | —        | —        | —        | —        | —        | —        | —        | —        | Magna Carta... Holy Grail             |
| "Nickels and Dimes"                                                            | 2013   | —        | —        | —        | —        | —        | —        | —        | —        | —        | —        | Magna Carta... Holy Grail             |
| "Open Letter"                                                                  | 2013   | —        | —        | 23       | —        | —        | —        | —        | —        | —        | —        | Magna Carta... Holy Grail             |
| "Murder" (Џастин Тимберлејк и Џеј-Зи)                                          | 2013   | —        | —        | —        | —        | —        | —        | —        | —        | —        | —        | The 20/20 Experience – 2 of 2         |
| "The Story of O.J."                                                            | 2017   | 23       | 10       | 7        | —        | —        | 53       | —        | —        | —        | 88       | 4:44                                  |
| "Kill Jay Z"                                                                   | 2017   | 55       | 23       | 18       | —        | —        | —        | —        | —        | —        | —        | 4:44                                  |
| "Smile" (Gloria Carter и Џеј-Зи)                                               | 2017   | 56       | 24       | 19       | —        | —        | —        | —        | —        | —        | —        | 4:44                                  |
| "Caught Their Eyes" (Frank Ocean и Џеј-Зи)                                     | 2017   | 63       | 29       | 22       | —        | —        | —        | —        | —        | —        | —        | 4:44                                  |
| "Moonlight"                                                                    | 2017   | 86       | 39       | —        | —        | —        | —        | —        | —        | —        | —        | 4:44                                  |
| "Marcy Me"                                                                     | 2017   | 90       | 40       | —        | —        | —        | —        | —        | —        | —        | —        | 4:44                                  |
| "Legacy"                                                                       | 2017   | —        | 47       | —        | —        | —        | —        | —        | —        | —        | —        | 4:44                                  |
| "Boss" (са Бијонсе)                                                            | 2018   | 77       | 38       | —        | —        | —        | —        | —        | —        | —        | 87       | Everything Is Love                    |
| "Nice" (са Бијонсе)                                                            | 2018   | 95       | 48       | —        | —        | —        | —        | —        | —        | —        | —        | Everything Is Love                    |
| "Friends" (са Бијонсе)                                                         | 2018   | 99       | —        | —        | —        | —        | —        | —        | —        | —        | —        | Everything Is Love                    |

## Дуети
| Назив                                                | Година | Други музичар(и)                                                    | Албум                                  |
| ---------------------------------------------------- | ------ | ------------------------------------------------------------------- | -------------------------------------- |
| "Hawaiian Sophie"                                    | 1989   | Jaz-O                                                               | Word to the Jaz                        |
| "The Originators"                                    | 1990   | Jaz-O                                                               | To Your Soul                           |
| "It's That Simple"                                   | 1990   | Jaz-O                                                               | To Your Soul                           |
| "Can I Get Open"                                     | 1993   | Original Flavor                                                     | Beyond Flavor                          |
| "Show & Prove"                                       | 1994   | Big Daddy Kane, Scoob Lover, Sauce Mone, Shyheim, Ol' Dirty Bastard | Daddy's Home                           |
| "Da Graveyard"                                       | 1995   | Big L, Lord Finesse, Microphone Nut, Party Arty & Grand Daddy I.U.  | Lifestylez ov da Poor & Dangerous      |
| "Time to Build"                                      | 1995   | Mic Geronimo, Џа Рул, Ди-Ем-Екс                                     | The Natural                            |
| "No Love Lost"                                       | 1996   | Шејлик Онил, Lord Tariq and Peter Gunz                              | You Can't Stop the Reign               |
| "Big Momma Thang"                                    | 1996   | Lil' Kim, Lil' Cease                                                | Hard Core                              |
| "I'll Be"                                            | 1996   | Foxy Brown                                                          | Ill Na Na                              |
| "I Love the Dough"                                   | 1997   | The Notorious B.I.G., Angela Winbush                                | Life After Death                       |
| "Young G's"                                          | 1997   | Sean Combs, The Notorious B.I.G.                                    | No Way Out                             |
| "Cheat on You"                                       | 1997   | Mase, Lil' Cease, 112                                               | Harlem World                           |
| "All of My Days"                                     | 1997   | Changing Faces, Р. Кели                                             | All Day, All Night                     |
| "Call Me"                                            | 1997   | Blackstreet                                                         | Soul Food Soundtrack                   |
| "Single Life"                                        | 1997   | Mic Geronimo, Carl Thomas                                           | Vendetta                               |
| "We Ride"                                            | 1998   | Р. Кели, Cam'ron, N.O.R.E.                                          | R.                                     |
| "Love for Free"                                      | 1998   | Rell                                                                | Streets Is Watching                    |
| "Lobster & Scrimp"                                   | 1998   | Timbaland                                                           | Tim's Bio: Life From Da Bassment       |
| "Blackout"                                           | 1998   | DMX, The LOX                                                        | Flesh of My Flesh, Blood of My Blood   |
| "Gangsta Shit"                                       | 1998   | DJ Clue?, Џа Рул                                                    | The Professional                       |
| "Money Ain't a Thang"                                | 1998   | Jermaine Dupri                                                      | Life in 1472                           |
| "4 Alarm Blaze"                                      | 1998   | M.O.P., Teflon                                                      | First Family 4 Life                    |
| "Ha" (ремикс)                                        | 1998   | Juvenile                                                            | 400 Degreez                            |
| "Bonnie & Clyde (Part II)"                           | 1999   | Foxy Brown                                                          | Chyna Doll                             |
| "What You Think of That"                             | 1999   | Memphis Bleek                                                       | Coming of Age                          |
| "Kill 'Em All"                                       | 1999   | Џа Рул                                                              | Venni Vetti Vecci                      |
| "It's Murda"                                         | 1999   | Џа Рул, Ди-Ем-Екс                                                   | Venni Vetti Vecci                      |
| "You Know What We Bout"                              | 1999   | Silkk the Shocker, Master P                                         | Made Man                               |
| "4 My Niggaz"                                        | 1999   | Blake C, Lil' Cease, Mr. Bristal                                    | The Wonderful World of Cease A Leo     |
| "For My Thugs"                                       | 1999   | Funkmaster Flex, Big Kap, Memphis Bleek, Beanie Sigel, Amil         | The Tunnel                             |
| "Do You Like It... Do You Want It..."                | 1999   | Puff Daddy                                                          | Forever                                |
| "Heartbreaker"                                       | 1999   | Мараја Кери                                                         | Rainbow                                |
| "Mi Amor"                                            | 2000   | Angie Martinez                                                      | Up Close and Personal                  |
| "Raw & Uncut"                                        | 2000   | Beanie Sigel                                                        | The Truth                              |
| "Playa"                                              | 2000   | Beanie Sigel, Amil                                                  | The Truth                              |
| "The Best of Me"                                     | 2000   | Миа                                                                 | Backstage: A Hard Knock Life           |
| "Heard It All"                                       | 2000   | Amil                                                                | All Money Is Legal                     |
| "4 da Fam"                                           | 2000   | Amil, Memphis Bleek, Beanie Sigel                                   | All Money Is Legal                     |
| "Get Out"                                            | 2000   | Scarface                                                            | The Last of a Dying Breed              |
| "Face-Off 2000"                                      | 2000   | Sauce Money                                                         | Middle Finger U                        |
| "Pre-Game"                                           | 2000   | Sauce Money                                                         | Middle Finger U                        |
| "Is That Your Chick (The Lost Verses)"               | 2000   | Memphis Bleek, Twista, Миси Елито                                   | The Understanding                      |
| "Do My..."                                           | 2000   | Memphis Bleek                                                       | The Understanding                      |
| "Change Up"                                          | 2000   | Memphis Bleek, Beanie Sigel                                         | The Understanding                      |
| "My Mind Right (ремикс)"                             | 2000   | Memphis Bleek, Beanie Sigel, H-Money Bags                           | The Understanding                      |
| "PYT"                                                | 2000   | Memphis Bleek, Amil                                                 | The Understanding                      |
| "Why We Die"                                         | 2000   | Баста Рајмс, Ди-Ем-Екс                                              | Anarchy                                |
| "Bonafide"                                           | 2001   | O.C.                                                                | Bon Appetit                            |
| "Think It's a Game"                                  | 2001   | Beanie Sigel, Freeway, Young Chris                                  | The Reason                             |
| "Still Got Love for You                              | 2001   | Beanie Sigel, Gerrell Gaddis                                        | The Reason                             |
| "One Minute Man"                                     | 2001   | Миси Елиот                                                          | Miss E... So Addictive                 |
| "Fiesta (Remix)"                                     | 2001   | Р. Кели, Boo & Gotti                                                | Fiesta                                 |
| "Party People"                                       | 2001   | Timbaland & Magoo                                                   | Indecent Proposal                      |
| "You Rock My World (Track Master микс)"              | 2001   | Мајкл Џексон                                                        | You Rock My World                      |
| "Lollipop"                                           | 2002   | Снуп Дог, Soopafly, Нејт Дог                                        | Paid tha Cost to Be da Boss            |
| "Let's Go!s"                                         | 2002   | Jaz-O, Dibiase                                                      | Kingz Kounty                           |
| "Alone in This World (ремикс)"                       | 2002   | Faith Evans                                                         | DJ Clue - Im A Show You How To Do This |
| "8 Miles and Runnin'"                                | 2002   | Freeway                                                             | 8 Mile OST                             |
| "Guess Who's Back"                                   | 2002   | Scarface, Beanie Sigel                                              | The Fix                                |
| "Welcome to New York City"                           | 2002   | Cam'ron, Juelz Santana                                              | Come Home with Me                      |
| "It's Obvious"                                       | 2002   | Rell                                                                | Није ни на једном албуму               |
| "Back in the Day"                                    | 2002   | Миси Елиот                                                          | Under Construction                     |
| "Count it Off"                                       | 2002   | Ms. Jade                                                            | Girl Interrupted                       |
| "Get By (ремикс)"                                    | 2002   | Talib Kweli, Mos Def, Баста Рајмс, Канје Вест                       | Није ни на једном албуму               |
| "You Got Me"                                         | 2002   | Мараја Кери, Freeway                                                | Charmbracelet                          |
| "That's How You Like It"                             | 2003   | Бијонсе                                                             | Dangerously in Love                    |
| "Crazy in Love"                                      | 2003   | Бијонсе                                                             | Dangerously in Love                    |
| "Love & Life Intro"                                  | 2003   | Mary J. Blige, P. Diddy                                             | Love & Life                            |
| "Flip Flop Rock"                                     | 2003   | Outkast, Killer Mike                                                | Speakerboxxx/The Love Below            |
| "It's On"                                            | 2003   | Beanie Sigel                                                        | The Chain Gang Vol. 2                  |
| "Frontin"                                            | 2003   | Pharrell Williams                                                   | Clones                                 |
| "Everything's A Go"                                  | 2003   | Memphis Bleek                                                       | M.A.D.E.                               |
| "Hypnotic"                                           | 2003   | Memphis Bleek, Beanie Sigel                                         | M.A.D.E.                               |
| "Murda Murda"                                        | 2003   | Memphis Bleek, Beanie Sigel                                         | M.A.D.E.                               |
| "1, 2 Y'All"                                         | 2003   | Memphis Bleek, Lil Cease, Geda K                                    | M.A.D.E.                               |
| "You Got Me"                                         | 2003   | Freeway, Мараја Кери                                                | Philadelphia Freeway                   |
| "What We Do"                                         | 2003   | Freeway, Beanie Sigel                                               | Philadelphia Freeway                   |
| "Never Let Me Down"                                  | 2004   | Канје Вест, J. Ivy                                                  | The College Dropout                    |
| ""Hell Yeah (Pimp the System)" (ремикс)"             | 2004   | Dead Prez                                                           | 'RBG: Revolutionary but Gangsta        |
| "Storm"                                              | 2004   | Лени Кравиц                                                         | Baptism                                |
| "Never Take Me Alive"                                | 2004   | Young Gunz                                                          | Tough Luv                              |
| "Drop It Like It's Hot (ремикс)"                     | 2004   | Snoop Dogg, Pharrell                                                | Није ни на једном албуму               |
| "Whatchu Want (The Commission)"                      | 2005   | The Notorious B.I.G.                                                | Duets: The Final Chapter               |
| "Go Crazy"                                           | 2005   | Young Jeezy                                                         | Let's Get It: Thug Motivation 101      |
| "Shake It Off (ремикс)"                              | 2005   | Мараја Кери, Young Jeezy                                            | Није ни на једном албуму               |
| "Get Throwed"                                        | 2005   | Bun B, Pimp C, Z-Ro, Young Jeezy                                    | Trill                                  |
| "Diamonds from Sierra Leone (ремикс)"                | 2005   | Кање Вест                                                           | Late Registration                      |
| "Can't Hide from Luv"                                | 2005   | Mary J. Blige                                                       | The Breakthrough                       |
| "Turn Off the Lights"                                | 2006   | Mary J. Blige                                                       | Није ни на једном албуму               |
| "Pressure"                                           | 2006   | Lupe Fiasco                                                         | Lupe Fiasco's Food & Liquor            |
| "Young Girl"                                         | 2006   | Pharrell Williams                                                   | In My Mind                             |
| "Hustlin' (ремикс)"                                  | 2006   | Рик Рос, Young Jeezy                                                | Port of Miami                          |
| "Déjà Vu"                                            | 2006   | Бијонсе                                                             | B'Day                                  |
| "Upgrade U"                                          | 2006   | Бијонсе                                                             | B'Day                                  |
| "Black Republican"                                   | 2006   | Нас                                                                 | Hip Hop Is Dead                        |
| "Crazy"                                              | 2007   | Ne-Yo                                                               | Because of You                         |
| "Thriller"                                           | 2007   | Fall Out Boy                                                        | 'Infinity On High                      |
| "Umbrella"                                           | 2007   | Ријана                                                              | Good Girl Gone Bad                     |
| "I Get Money (ремикс)"                               | 2007   | Фифти Сент, Diddy                                                   | Curtis                                 |
| "Roc-A-Fella Billionaires"                           | 2007   | Freeway                                                             | Free at Last                           |
| "Brooklyn"                                           | 2007   | Fabolous, Uncle Murda                                               | From Nothin' to Somethin'              |
| "Watch What You Say to Me"                           | 2007   | T.I.                                                                | T.I. vs. T.I.P.                        |
| "Gutted"                                             | 2007   | Beanie Sigel                                                        | The Solution                           |
| "Maybach Music"                                      | 2008   | Рик Рос                                                             | Trilla                                 |
| "Put On (ремикс)"                                    | 2008   | Young Jeezy                                                         | The Recession                          |
| "Oh Girl (ремикс)"                                   | 2008   | Raphael Saadiq                                                      | The Way I See It                       |
| "Mr. Carter"                                         | 2008   | Лил Вејн                                                            | Tha Carter III                         |
| "Bye Bye (So So Def ремикс)"                         | 2008   | Мараја Кери                                                         | Није ни на једном албуму               |
| "Best Thing"                                         | 2008   | Ашер                                                                | Here I Stand                           |
| "Lost+"                                              | 2008   | Coldplay                                                            | Prospekt's March                       |
| "I Do It for Hip-Hop"                                | 2008   | Лудакрис, Нас                                                       | Theater of the Mind                    |
| "Go Hard"                                            | 2008   | DJ Khaled, Kanye West, T-Pain                                       | Jay-Z: The Hits Collection, Volume One |
| "Who Run This"                                       | 2008   | Jadakiss                                                            | Није ни на једном албуму               |
| "Money Goes, Honey Stay" (When the Money Goes Remix) | 2009   | Fabolous                                                            | Loso's Way                             |
| "My President"                                       | 2009   | Young Jeezy                                                         | Није ни на једном албуму               |
| "I Wanna Rock (The Kings' G-Mix)"                    | 2009   | Снуп Дог                                                            | Није ни на једном албуму               |
| "Meiplé"                                             | 2009   | Robin Thicke                                                        | Sex Therapy: The Session               |
| "Light Up"                                           | 2010   | Дрејк                                                               | Thank Me Later                         |
| "XXXO" (ремикс)                                      | 2010   | M.I.A.                                                              | Није ни на једном албуму               |
| "Power (ремикс)"                                     | 2010   | Канје Вест, Swizz Beatz                                             | Није ни на једном албуму               |
| "Under Pressure"                                     | 2010   | Др. Дре                                                             | Није ни на једном албуму               |
| "So Appalled"                                        | 2010   | Kanye West, Pusha T, Cyhi the Prynce, Swizz Beatz, RZA              | My Beautiful Dark Twisted Fantasy      |
| "Monster"                                            | 2010   | Канје Вест, Ники Минаж, Рик Рос, Bon Iver                           | My Beautiful Dark Twisted Fantasy      |
| "Free Mason"                                         | 2010   | Рик Рос, John Legend                                                | Teflon Don                             |
| "Hot Tottie"                                         | 2010   | Ашер                                                                | Versus                                 |
| "Syllables"                                          | 2010   | Еминем, Др. Дре, Ca$his, Фифти Сент, Stat Quo                       | Није ни на једном албуму               |
| "Boongie Drop"                                       | 2011   | Лени Кравиц                                                         | Black and White America                |
| "Mr. Nice Watch"                                     | 2011   | Џ. Кол                                                              | Cole World: The Sideline Story         |
| "I Do"                                               | 2011   | Young Jeezy, André 3000                                             | TM:103 Hustlerz Ambition               |
| "Moon & the SKY (ремикс)"                            | 2011   | Sade                                                                | The Ultimate Collection                |
| "Talk That Talk"                                     | 2011   | Ријана                                                              | Talk That Talk                         |
| "Lay Up" (Remix)                                     | 2012   | Meek Mill, Рик Рос, Trey Songz                                      | Није ни на једном албуму               |
| "3 Kingz"                                            | 2012   | Рик Рос, Др. Дре                                                    | God Forgives, I Don't                  |
| "Clique"                                             | 2012   | Big Sean, Канје Вест                                                | Cruel Summer                           |
| "Bitch, Don't Kill My Vibe" (ремикс)                 | 2013   | Кендрик Ламар                                                       | Good Kid, M.A.A.D City                 |
| "High Art"                                           | 2013   | The-Dream                                                           | IV Play                                |
| "Suit & Tie"                                         | 2013   | Џастин Тимберлејк                                                   | The 20/20 Experience                   |
| "Murder"                                             | 2013   | Џастин Тимберлејк                                                   | The 20/20 Experience – 2 of 2          |
| "Pound Cake"                                         | 2013   | Дрејк                                                               | Nothing Was the Same                   |
| "Know Bout Me"                                       | 2013   | Timbaland, Дрејк, James Fauntleroy                                  | Није ни на једном албуму               |
| "Drunk in Love"                                      | 2013   | Бијонсе                                                             | Beyoncé                                |
| "Computerized"                                       | 2014   | Daft Punk                                                           | Није ни на једном албуму               |
| "The Devil Is a Lie"                                 | 2014   | Рик Рос                                                             | 'Mastermind                            |
| "Moving Bass"                                        | 2014   | Рик Рос                                                             | Hood Billionaire                       |
| "They Don't Love You No More"                        | 2014   | DJ Khaled, Meek Mill, Rick Ross, French Montana                     | I Changed a Lot                        |
| "Seen It All"                                        | 2014   | Young Jeezy                                                         | Seen It All: The Autobiography         |
| "We Made It" (ремикс)                                | 2014   | Jay Electronica                                                     |                                        |
| "All the Way Up" (ремикс)                            | 2016   | Fat Joe, Remy Ma, French Montana                                    | Н/Д                                    |
| "Pop Style"                                          | 2016   | Дрејк, Канје Вест                                                   | Views                                  |
| "Drug Dealers Anonymous"                             | 2016   | Pusha T                                                             | King Push                              |
| "I Got the Keys"                                     | 2016   | DJ Khaled, Future                                                   | Major Key                              |
| "Shining"                                            | 2017   | DJ Khaled, Бијонсе                                                  | Grateful                               |
| "Biking"                                             | 2017   | Frank Ocean, Tyler, The Creator                                     | Није ни на једном албуму               |
| "Talk Up"                                            | 2018   | Дрејк                                                               | Scorpion                               |
| "Top Off"                                            | 2018   | DJ Khaled, Бијонсе, Future                                          | Father of Asahd                        |

## Продукција

### 2003
Џеј-Зи – The Black Album
- 07. "Threat" (продуција са 9th Wonder)

### 2010
Diddy - Last Train to Paris
- 15. "Coming Home" (Skylar Grey и Џеј-Зи)

### 2017
Jay-Z – 4:44
- 02. "The Story of O.J." (продукција са No I.D.)
- 03. "Smile" (Gloria Carter и Џеј-Зи) (продукција са No I.D.)
- 04. "Caught In Their Eyes" (продукција са No I.D.)
- 08. "Moonlight" (продукција са I.D.)
- 10. "Legacy" (ко-продукција са No I.D.)
- 14. "Blue's Freestyle / We Family" (продукција са No I.D.)

### 2018
The Carters – Everything Is Love
- Све траке (продукција са Бијонсе)[166]